# Ma’agan Micha’el
Ma’agan Micha’el (hebr. מעגן מיכאל; pol. Kotwicowisko Michael) – kibuc położony w Samorządzie Regionu Chof ha-Karmel, w Dystrykcie Północnym, w Izraelu. Członek Ruchu Kibuców (Ha-Tenu’a ha-Kibbucit).

## Położenie
Kibuc Ma’agan Micha’el leży na równinie Szaron nad Morzem Śródziemnym na północ od miasta Hadera, w otoczeniu miasteczek Dżisr az-Zarka i Zichron Ja’akow, oraz kibucu Majan Cewi.

## Historia
Kibuc został założony 25 sierpnia 1949 roku przez grupę 199 członków żydowskiej młodzieżowej organizacji skautowskiej Hitachdut Ha-Cofim We-Ha-Cofot Be-Jisrael (hebr. התאחדות הצופים והצופות בישראל, ang. Israel Boy and Girl Scouts Federation, pol. Federacja Skautów Chłopców i Dziewcząt Izraela). Nazwa była związana z zamiarem pierwszych założycieli osady, którzy planowali utrzymywać się z rybołówstwa. Drugi człon nazwy oddawał hołd Michaelowi Polakowi, który ofiarował pomoc finansową na rzecz organizacji Palestine Immigrant Colonization Association (PICA). Jednym z założycieli kibucu był późniejszy minister Szelomo Hillel.
Grupa osadników zebrała się w 1942 roku w tymczasowym obozie Agencji Żydowskiej w osadzie Pardes Channa. Przeszli oni tam podstawowe szkolenie z rolnictwa. Dołączyli tam do nich imigranci z Niemiec i Austrii, którzy przeszli wcześniej szkolenie w kibucu En Gew. W 1946 roku cała grupa została przeniesiona do tymczasowej osady przy Rechowot. Później ta tymczasowa osada otrzymała nazwę kibuc Hill. Znajdowała się tutaj tajna fabryka produkująca amunicję 9 mm dla pistoletów maszynowych Sten. Po proklamacji niepodległości Izraela, grupa osiedliła się w obecnym miejscu na wybrzeżu Morza Śródziemnego. Stolarze z Rechowot pomogli im wybudować pierwsze budynki mieszkalne, które w rzeczywistości były drewnianymi szopami. W pierwszych latach swego istnienia, kibuc przyciągał młodych imigrantów (wielu z nich pochodziło z Iraku, Maroka i Tunezji), którzy przechodzili tutaj naukę języka hebrajskiego. Oprócz nauki, ci młodzi osadnicy ciężko pracowali przy osuszaniu nadmorskich bagien. Pozostawiono jedynie niewielki obszar, na którym utworzono rezerwat przyrody.

## Edukacja i kultura
W kibucu znajduje się szkoła podstawowa i średnia, tworzące razem Wspólną Szkołę Hof Ha-Karmel. Znajduje się ona w południowo-zachodniej części kibucu, wśród stawów rybnych. Kibuc stara się zaspokoić wszystkie potrzeby społeczne i kulturalne swoich członków. Obejmuje to kluby, puby, halę sportową, siłownię, korty tenisowe, basen kąpielowy oraz bibliotekę. W domu kultury działają zespoły muzyczne oraz chór. Kibuc posiada własną telewizję kablową i wewnętrzną sieć komputerową.

## Gospodarka
Gospodarka kibucu opiera się na intensywnym rolnictwie i sadownictwie. Na polach uprawia się różnorodne zboża, częściowo przeznaczane na pasze do hodowli krów mlecznych. Przez wiele lat główną uprawą była bawełna, jednak obecnie hoduje się tutaj kilka odmian awokado (większość na eksport do Europy) oraz ponad 80 różnych rodzajów drzew owocowych. Kibuc produkuje 1,2 tys. t bananów rocznie (na rynek krajowy). W szklarniach znajdują się organiczne uprawy melonów. Tutejsza hodowla krów mlecznych produkuje ponad 3,2 mln l mleka rocznie. Stado liczy około 300 krów i 200 cielaków. Dodatkowo produkuje się około 2 tys. ton drobiu rocznie, a w wylęgarni hoduje się 4,5 mln piskląt rocznie. W kibucu znajduje się olbrzymia hodowla ryb, którą zarządza spółka Madan. Stawy z rybami zajmują powierzchnię 160 ha. Hoduje się tutaj karpie, barweny szare i inne. Produkcja wynosi ponad 1 tys. ton ryb rocznie. Znajduje się tutaj także kilka wydzielonych stawów hodowlanych, w których prowadzi się eksperymentalne metody hodowli ryb. W osobnych basenach hoduje się ryby akwariowe. Z przemysłu znajduje się tutaj fabryka wyrobów plastikowych Plasson Industries Inc., która powstała w 1963 i jest obecnie jednym z najważniejszych źródeł dochodu dla kibucu. Natomiast zakłady Suron produkują precyzyjne części metalowe z powłoką ze złota i niklu. Produkty są używane w elektronice, mikroelektronice, elektrooptyce i medycynie.

## Transport
Wzdłuż wschodniej granicy kibucu przebiega autostrada nr 2, brak jednak możliwości wjazdu na nią. Z kibucu wychodzi lokalna droga, którą jadąc na wschód dojeżdża się do skrzyżowania z drogą ekspresową nr 4.